# دعوى صورية
الدعوى الصورية اتفاق بين اثنين أو أكثر على إجراءات قانونية أو شرعية تستند إلى عقد ظاهر، وحقائق خفية تم الاتفاق عليها مسبقا. تستلزم الدعوى الصورية وجود عقدين مختلفين ومتزامنين، أحدهما معلن، والآخر باطن، هو المقصود لدى الطرفين؛ للتدليس أو التخلص من أمر معين، كالتهرب من الدائن بإجراء عقد شكلي لبيع العقار رغم أنه في الحقيقة لم يبعه.

## أنواعها

### صورية مطلقة
تشمل العقد كله بجميع تفاصيله، كعقد صوري لمنح شخص ما هبة، يقصد من ورائها تفويت البيع على طرف ثالث.

### صورية نسبية
تقتصر تفاصيلها على جانب من جوانب العقد، كالاتفاق على تغيير الثمن الحقيقي لأي سبب، وأصل هذا العقد صحيح.

## عقوباتها
بمجرد ثبوت الدعوى الصورية يبطلها القانون، ويتم تعزير صاحبها.